# Pivot-Funktion

Bildschirm
links: Querformat, rechts: um 90° ins Hochformat gedreht

Als Pivot-Funktion oder Porträt-Modus bezeichnet man die Möglichkeit, den Bildschirm, insbesondere Flachbildschirme, physisch um 90° zu drehen (engl. to pivot „schwenken“). Der Bildschirminhalt wird anschließend wieder in der ursprünglichen Ausrichtung (Text waagerecht) angezeigt. Die Drehung ermöglicht eine bessere Darstellung und Lesbarkeit von hochformatigen Texten und Seiten, z. B. von DIN-A4-Seiten in Originalgröße.
Dazu wird manchmal ein Programm benötigt, das den Bildschirminhalt dreht und dabei die geänderte Höhe und Breite berücksichtigt. In neueren Grafiktreibern ist diese Funktion in der Regel schon enthalten, wodurch sich zusätzliche Software erübrigt.

## Software
- Das Programm iRotate von EnTech Taiwan bietet die Pivot-Funktion seit Windows 98 für private Zwecke kostenlos an.
- Die Firma Samsung bietet das Programm MagicRotation als kostenfreie Lösung an.
- Die Firma Portrait Displays bietet eine solche Software unter dem Namen Pivot Pro kostenpflichtig an.
- Unter Linux hilft das Programm xrandr, das bei den meisten Distributionen mitgeliefert wird.
- Nvidia-, Intel- und AMD-Grafikkartentreiber unter Windows können den Bildschirm ebenfalls ohne Zusatzsoftware drehen.